# Vastese Calcio 1902
Football Club Pro Vasto – włoski klub piłkarski z siedzibą w Vasto w regionie Abruzja. Został założony w 1902 roku. Obecnie występuje w Serie D/F.